# غونتر يانسين
غونتر يانسين (بالألمانية: Günther Jansen)‏ (14 يوليو 1936) هو سياسي ألماني من الحزب الديمقراطي الاشتراكي الألماني.
كان بين عامي 1988 إلى غاية 1993 وزير الاجتماعية في الحكومة الاتحادية، وأيضا نائب رئيس وزراء ولاية شليسفيش هولشتاين من عام 1992 حتى عام 1993.

## روابط خارجية
- غونتر يانسين على موقع مونزينجر (الألمانية)